# Coignières
Coignières est une commune française située dans le département des Yvelines en région Île-de-France, à 29 km au sud-ouest de Paris.

## Géographie

### Situation
La commune de Coignières se trouve à environ 18 km au sud-ouest de Versailles. Elle est limitrophe de Maurepas au nord, du Mesnil-Saint-Denis et de Lévis-Saint-Nom à l'est, des Essarts-le-Roi au sud et de Saint-Rémy-l'Honoré à l'ouest.
Le territoire se situe sur un plateau relativement plat sauf dans sa partie ouest où s'amorce la vallée de la Mauldre qui coule vers le nord et dont la source se trouve près du lieudit la Maison Blanche.
La commune est relativement urbanisée, de nouveaux quartiers et zones d'activités contigus à Maurepas et au-delà à l'agglomération de Saint-Quentin-en-Yvelines ainsi qu'une zone industrielle (ZI du Marais) et une importante zone commerciale étirées le long de la route nationale et de la voie ferrée, étant venus s'ajouter au noyau du village ancien.
La partie ouest du territoire est encore rurale et en partie boisée (bois des Hautes Bruyères).

### Communes limitrophes
| Jouars-Pontchartrain | Maurepas           | La Verrière           |
| Saint-Rémy-l'Honoré  | Coignières         | Le Mesnil-Saint-Denis |
|                      | Les Essarts-le-Roi | Lévis-Saint-Nom       |

### Hydrographie
- La Mauldre en limite ouest de la commune.

### Transports et voies de communications
Réseau routier
La commune est desservie sur le plan routier par la route nationale 10 qui traverse la commune selon un axe nord-est - sud-ouest, et qui compte tenu de l'intensité de la circulation crée une véritable coupure.
Desserte ferroviaire

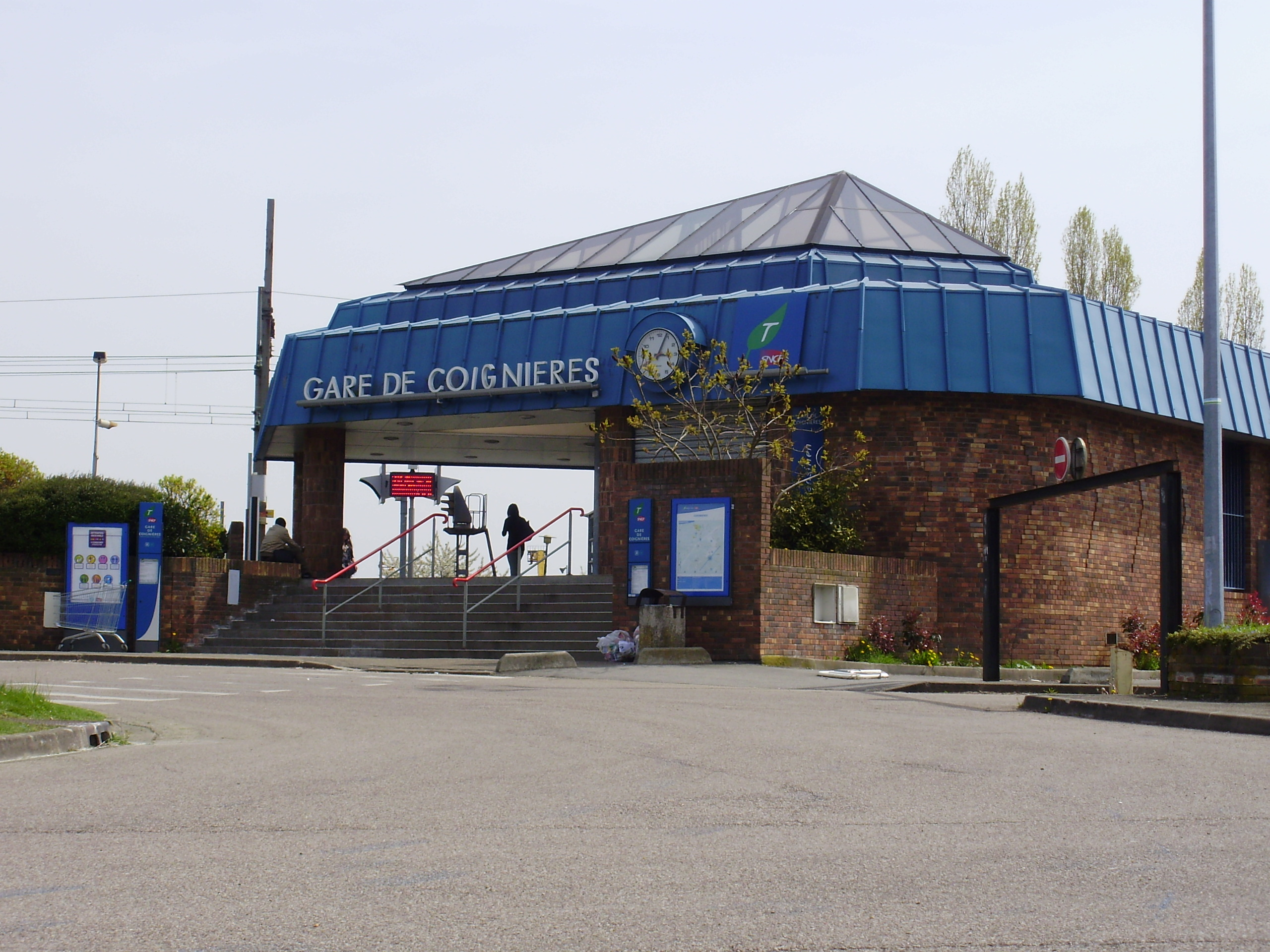
La gare de Coignières.

La commune dispose de la gare de Coignières, sur la ligne de Paris-Montparnasse à Brest, dont le tracé est parallèle à la RN 10, et qui est desservie par les trains de la ligne N du Transilien (branche Paris - Rambouillet).
Bus
La commune est desservie[Quand ?] par les lignes Express 12, 61 et 89 du réseau de bus Centre et Sud Yvelines et 411 du réseau de bus de Saint-Quentin-en-Yvelines[réf. nécessaire].
Sentier de randonnée
La commune est traversée d'est en ouest par le sentier de grande randonnée GR 11.

### Climat
Pour des articles plus généraux, voir Climat de l'Île-de-France et Climat des Yvelines.
En 2010, le climat de la commune est de type climat océanique dégradé des plaines du Centre et du Nord, selon une étude du CNRS s'appuyant sur une série de données couvrant la période 1971-2000. En 2020, Météo-France publie une typologie des climats de la France métropolitaine dans laquelle la commune est exposée à un climat océanique altéré et est dans la région climatique Sud-ouest du bassin Parisien, caractérisée par une faible pluviométrie, notamment au printemps (120 à 150 mm) et un hiver froid (3,5 °C).
Pour la période 1971-2000, la température annuelle moyenne est de 10,8 °C, avec une amplitude thermique annuelle de 15 °C. Le cumul annuel moyen de précipitations est de 669 mm, avec 11 jours de précipitations en janvier et 7,8 jours en juillet. Pour la période 1991-2020, la température moyenne annuelle observée sur la station météorologique la plus proche, située sur la commune de Trappes à 7 km à vol d'oiseau, est de 11,6 °C et le cumul annuel moyen de précipitations est de 686,3 mm,. Pour l'avenir, les paramètres climatiques de la commune estimés pour 2050 selon différents scénarios d'émission de gaz à effet de serre sont consultables sur un site dédié publié par Météo-France en novembre 2022.

## Urbanisme

### Typologie
Au 1er janvier 2024, Coignières est catégorisée grand centre urbain, selon la nouvelle grille communale de densité à sept niveaux définie par l'Insee en 2022.
Elle appartient à l'unité urbaine de Paris, une agglomération inter-départementale regroupant 407  communes, dont elle est une commune de la banlieue,,. Par ailleurs la commune fait partie de l'aire d'attraction de Paris, dont elle est une commune du pôle principal,. Cette aire regroupe 1 929 communes,.

### Occupation des sols
Le tableau ci-dessous présente l'occupation des sols de la commune en 2018, telle qu'elle ressort de la base de données européenne d’occupation biophysique des sols Corine Land Cover (CLC).
| Type d’occupation                                              | Pourcentage | Superficie (en hectares) |
| -------------------------------------------------------------- | ----------- | ------------------------ |
| Tissu urbain discontinu                                        | 8,3 %       | 67                       |
| Zones industrielles ou commerciales et installations publiques | 31,4 %      | 253                      |
| Équipements sportifs et de loisirs                             | 4,8 %       | 39                       |
| Terres arables hors périmètres d'irrigation                    | 25,7 %      | 207                      |
| Forêts de feuillus                                             | 29,7 %      | 239                      |
| Source : Corine Land Cover                                     |             |                          |

## Toponymie
Le nom de la localité est attesté sous la forme Cotonariae, Cotonarias en 768, Coigneriae au XIIIe siècle, Cognères, Coignères-le-Chastel.
Le premier élément Coign- reflète le nom du coing, terme issu du latin cotōneum, attesté en français pour la première fois sous la forme codoin au XIe siècle, puis cooing vers 1170. Le coing est le fruit du cognassier. Le nom actuel de cet arbre est un néologisme du XVIe siècle dérivé de cognasse à l'aide du suffixe -ier (cf. fruitier, pommier, poirier).
En revanche, l'ancien français avait quoingnier mentionné au XIIIe siècle.
Le toponyme Coignières est issu du gallo-roman COTONARIAS, dont le suffixe -ARIAS a une valeur collective et locative, d'où le sens global de « verger(s) de cognassiers ».

## Histoire
Le village existait déjà au VIIIe siècle puisque c'est en 768 qu'il est cité, sous le nom de Cotonarias, comme étant donné par le roi Pépin le Bref à l'abbaye de Saint-Denis.
Au XIIIe siècle, le village était constitué de deux parties, Coignières-les-Vieils c'est-à-dire les maisons groupées autour de l'église et Coignières-les-Neuves, la première rangée de maisons, le long et au nord de la route nationale.
La paroisse date du XIIIe siècle, époque de construction de l'église, la chapelle seigneuriale de l'église datant, quant à elle de 1553.
Depuis le XIe siècle, Coignières a joué un rôle important comme étape sur la route reliant Paris à Chartres. On peut encore y voir un ancien relais de poste. Cette fonction a rapidement disparu avec l'arrivée du chemin de fer au milieu du XIXe siècle.
Le 12 juillet 1849 a lieu l'inauguration de la gare de Coignières.
En 1880, Coignières était encore une petite ville de paysans vivant grâce à la culture des champs de maïs.

## Politique et administration

### Rattachements administratifs et électoraux
Antérieurement à la loi du 10 juillet 1964, la commune faisait partie du département de Seine-et-Oise. La réorganisation de la région parisienne en 1964 fit que la commune appartient désormais au département des  Yvelines et à son arrondissement de Rambouillet, après un transfert administratif effectif au 1er janvier 1968.
Pour l'élection des députés, la commune fait partie depuis 1988 de la dixième circonscription des Yvelines.
Elle faisait partie de 1801 à 1976 du canton de Chevreuse, année où elle intègre le canton de Maurepas. Dans le cadre du redécoupage cantonal de 2014 en France, ce canton, dont la commune fait toujours partie, est modifié, passant de 4 à 16 communes.

### Intercommunalité
Coignières est  l'une des communes de la  ville nouvelle aménagée par l'établissement public d’aménagement de Saint-Quentin-en-Yvelines (EPASQY) et gérée le syndicat communautaire d’aménagement de l’agglomération nouvelle (SCAAN) créé en 1972.
Coignières, ainsi que Bois-d'Arcy, Maurepas et Plaisir quittent la ville nouvelle fin 1983 et la commune adhère en 2014 à la communauté de communes des Étangs (CCE), mais la quittent le 31 décembre 2015.
En effet, dans le cadre de la mise en œuvre de la loi MAPAM du 27 janvier 2014, qui prévoit la généralisation de l'intercommunalité à l'ensemble des communes et la création d'intercommunalités de taille importante, le préfet de la région d'Île-de-France, après avoir sans succès souhaité la constitution d'une grande intercommunalité de 800 000 habitants, approuve le 4 mars 2015 un schéma régional de coopération intercommunale qui prévoit notamment la « fusion de la communauté d'agglomération de Saint-Quentin-en-Yvelines et de la communauté de communes de l'Ouest Parisien et extension du périmètre du nouveau groupement aux communes de Maurepas et Coignières ».
Dans ce cadre est ainsi créé le 1er janvier 2016 une nouvelle communauté d'agglomération qui conserve la dénomination de Saint-Quentin-en-Yvelines, et comprend douze communes, dont Coignières.

### Politique locale
Les maires de Coignières et Maurepas rendent publique en 2018 une réflexion en vue de la création d'un commune nouvelle qui les regrouperait le 1er janvier 2019 notamment afin d’affronter la « baisse continue des dotations de l’État ». Les deux communes limitrophes ont antérieurement mutualisé leurs archives et leurs polices municipales, et partagent depuis longtemps les mêmes déchetteries, station d’épuration ou réseau d’assainissement. Cette initiative fait l'objet d'un refus d'habitants de Coignières et d'une partie de la majorité siégeant au conseil municipal de Coignières.
La municipalité de Coignières fait part de l'abandon de ce projet controversé en mai 2018. Le conseil municipal refuse ensuite son soutien au maire, qui démissionne en septembre 2018.
Des élections municipales sont donc organisées les 25 novembre et  2 décembre 2018, qui voient le succès de la liste issue de l'opposition et menée par Didier Fischer (SE),,. Celui-ci est donc élu maire lors du conseil municipal du 9 décembre 2018.

### Liste des maires
| Période                                  | Période                   | Identité             | Étiquette          | Qualité |
| ---------------------------------------- | ------------------------- | -------------------- | ------------------ | --- |
| Les données manquantes sont à compléter. |                           |                      |                    | |
| mai 1925                                 |                           | M. Corat             |                    | |
| Les données manquantes sont à compléter. |                           |                      |                    | |
| mars 1965                                | mars 1977                 | Henri Duriez         |                    | |
| mars 1977                                | juin 1986                 | Robert Vian          | DVD (Centre droit) | Démissionnaire |
| juin 1986                                | avril 2015                | Henri Pailleux       | RPR puis UMP       | Ingénieur retraité, spécialiste de la sûreté nucléaire Conseiller général de Maurepas (1994 → 2008) Vice-président du conseil général Maire honoraire Démissionnaire |
| avril 2015                               | septembre 2018            | Jean-Pierre Sevestre | SE                 | Cadre bancaire retraité Démissionnaire |
| décembre 2018                            | En cours (au 27 mai 2020) | Didier Fischer       | SE-DVG             | Professeur agrégé d'histoire et géographie, docteur en histoire Ancien conseiller régional d'Île-de-France (2004 → 2015) Réélu pour le mandat 2020-2026              |

## Population et société

### Démographie
La création de la ville nouvelle de Saint-Quentin-en-Yvelines est intervenue au milieu des années 1970 et des champs de maïs. Coignières en a fait partie jusqu'à la fin de 1983 et la population de la commune a considérablement augmenté pendant cette dizaine d'années. Le phénomène s'est nettement ralenti depuis.

#### Évolution démographique
L'évolution du nombre d'habitants est connue à travers les recensements de la population effectués dans la commune depuis 1793. Pour les communes de moins de 10 000 habitants, une enquête de recensement portant sur toute la population est réalisée tous les cinq ans, les populations de référence des années intermédiaires étant quant à elles estimées par interpolation ou extrapolation. Pour la commune, le premier recensement exhaustif entrant dans le cadre du nouveau dispositif a été réalisé en 2005.

En 2022, la commune comptait 4 385 habitants, en évolution de +0,3 % par rapport à 2016 (Yvelines : +2,72 %, France hors Mayotte : +2,11 %).
| 1793 | 1800 | 1806 | 1821 | 1831 | 1836 | 1841 | 1846 | 1851 |
| ---- | ---- | ---- | ---- | ---- | ---- | ---- | ---- | ---- |
| 259  | 344  | 426  | 403  | 386  | 382  | 409  | 492  | 391  |

| 1856 | 1861 | 1866 | 1872 | 1876 | 1881 | 1886 | 1891 | 1896 |
| ---- | ---- | ---- | ---- | ---- | ---- | ---- | ---- | ---- |
| 384  | 427  | 407  | 378  | 373  | 349  | 399  | 387  | 388  |

| 1901 | 1906 | 1911 | 1921 | 1926 | 1931 | 1936 | 1946 | 1954 |
| ---- | ---- | ---- | ---- | ---- | ---- | ---- | ---- | ---- |
| 386  | 397  | 368  | 379  | 438  | 519  | 544  | 589  | 743  |

| 1962 | 1968 | 1975  | 1982  | 1990  | 1999  | 2005  | 2006  | 2010  |
| ---- | ---- | ----- | ----- | ----- | ----- | ----- | ----- | ----- |
| 774  | 987  | 1 799 | 3 786 | 4 157 | 4 231 | 4 402 | 4 400 | 4 527 |

| 2015  | 2020  | 2022  | - | - | - | - | - | - |
| ----- | ----- | ----- | - | - | - | - | - | - |
| 4 350 | 4 375 | 4 385 | - | - | - | - | - | - |

#### Pyramide des âges
En 2018, le taux de personnes d'un âge inférieur à 30 ans s'élève à 38,1 %, soit au-dessus de la moyenne départementale (38,0 %). À l'inverse, le taux de personnes d'âge supérieur à 60 ans est de 22,0 % la même année, alors qu'il est de 21,7 % au niveau départemental.
En 2018, la commune comptait 2 299 hommes pour 2 035 femmes, soit un taux de 53,05 % d'hommes, largement supérieur au taux départemental (48,68 %).
Les pyramides des âges de la commune et du département s'établissent comme suit.
| Hommes | Classe d’âge | Femmes |
| ------ | ------------ | ------ |
| 0,2    | 90 ou +      | 1,1    |
| 5,3    | 75-89 ans    | 5,9    |
| 16,3   | 60-74 ans    | 15,2   |
| 23,3   | 45-59 ans    | 19,2   |
| 17,9   | 30-44 ans    | 19,4   |
| 17,5   | 15-29 ans    | 18,3   |
| 19,6   | 0-14 ans     | 21,0   |

| Hommes | Classe d’âge | Femmes |
| ------ | ------------ | ------ |
| 0,6    | 90 ou +      | 1,4    |
| 6      | 75-89 ans    | 7,8    |
| 13,5   | 60-74 ans    | 14,8   |
| 20,7   | 45-59 ans    | 20,1   |
| 19,6   | 30-44 ans    | 19,9   |
| 18,5   | 15-29 ans    | 16,8   |
| 21,2   | 0-14 ans     | 19,2   |

### Enseignement
Historiquement, l'école primaire jouxtait la mairie, à côté de la place, composée du monument aux morts, de la mairie, de l'église, du cimetière, de l'école, d'un café épicerie et d'une ferme agricole (appartenant à M. Torcheux). En 1962, le directeur de l'école primaire s'appelait M. Hachet.
De nos jours, la ville compte cinq établissements scolaires : les écoles primaire et maternelle Gabriel-Bouvet, les écoles primaire et maternelle Marcel-Pagnol ainsi que le collège de la Mare-aux-Saules.

### Santé
La commune s'est dotée en 2014 d'une maison de santé, qui remplace un équipement privé vieillissant et ne respectant pas les règles d'accessibilité.

## Économie
Les zones « Forum Gibet » et « Les Portes de Chevreuse », ainsi que le secteur Pariwest qui s'étend sur Coignières et Maurepas, constituent ensemble le deuxième pôle commercial de l'agglomération de Saint-Quentin-en-Yvelines, représentant plus de 500 M€ de chiffre d'affaires, 160 000 m2 de surfaces commerciales et plus du tiers des emplois de ces deux communes.

## Culture locale et patrimoine

### Lieux et monuments

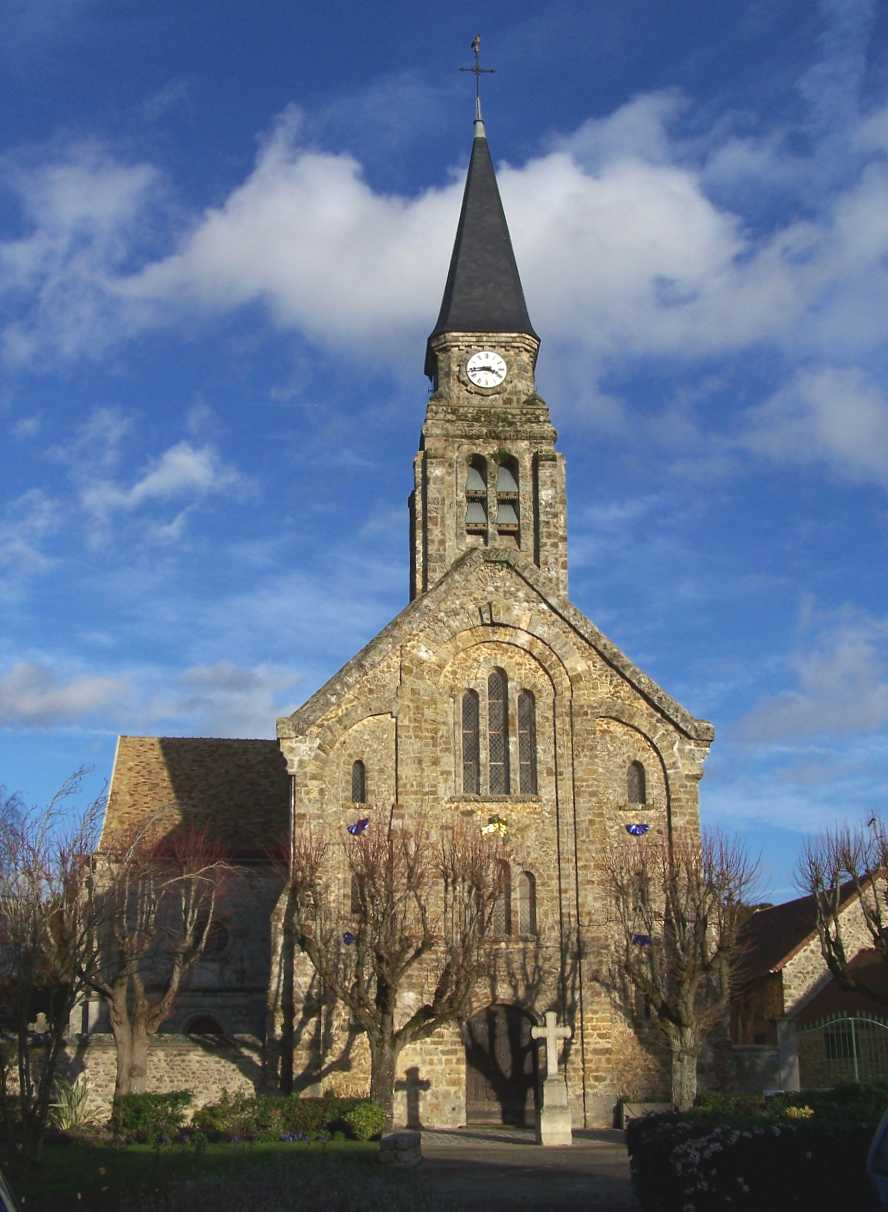
L'église Saint-Germain-d'Auxerre.

- Église Saint-Germain-d'Auxerre : église en pierre meulière de style roman datant du XIIIe siècle (clocher reconstruit au XIXe siècle et rénové en 2009). Elle possède un vitrail du XVe siècle classé monument historique. Voir aussi : Vitrail de la chaste Suzanne.
- Le cimetière, qui jouxte l'église Saint-Germain-d'Auxerre, abrite sept tombes de soldats du Commonwealth.
- Le relais de poste aux chevaux fut construit en 1706, là où se trouve aujourd'hui le no 99 de la route de Chartres à Paris. Ce relais ne devait être que temporaire, pendant le changement de locaux de celui de Trappes. Mais on avait eu le temps de constater qu'un relais s'imposait à Coignières, entre Trappes et Rambouillet.
- Musée de la locomotion et de l'attelage de l'Île-de-France.
- Étang du Val Favry.
- Le poirier Saint-Martin planté il y a plus de 120 ans dans "l'allée des Pommiers". D’une hauteur d’environ 17 mètres et d’une circonférence de 2,80 mètres, il est reconnu comme arbre remarquable en 2016.

### Personnalités liées à la commune
Louis-Édouard Byasson (1870-1911) : officier de marine français, le premier officier à obtenir le brevet de pilote d'avion.

### Héraldique
| Armes de Coignières | Les armes de Coignières se blasonnent ainsi : tiercé en pairle, au premier d'azur à un cor enfermant une fleur de lis, tous deux d'or ; au deuxième de gueules à une gerbe à sept épis aussi d'or empoigné de sable ; au troisième du deux, à la champagne ondée d'azur bordée d'une jumelle d'argent et surmontée d'un coing feuillé de trois pièces aussi d'or ; au pairle diminué d'argent brochant sur la partition. |